# 정종렬
정종렬은 대한민국의 영화 배우이다. 다른 이름에서 정종열을 바뀌었다.

## 출연

### 영화
- 2020년 《포겟 미 낫》 (단편) - 프로듀서 역
- 2018년 《국가부도의 날》 - 제일은행 부행장 역
- 2018년 《명당》 - 집주인 역
- 2016년 《오더》- 보좌관 역
- 2016년 《판도라》- 피난길 사내 역
- 2016년 《스플릿》- 수요볼링/대통령배 해설자 역
- 2016년 《고산자, 대동여지도》- 왜인 사절단 2 역
- 2016년 《초인》- 도서관 관리인 역
- 2016년 《커터》- 중년 남성 역
- 2015년 《내부자들: 디 오리지널》- 수석기자 6 역
- 2015년 《내부자들》- 수석기자 6 역
- 2015년 《성난 변호사》- 보안책임자 역
- 2013년 《용의자》- 취객 1 역
- 2013년 《야관문: 욕망의 꽃》- 데스크 역
- 2013년 《사이코메트리》- 형사 2 역
- 2013년 《몽타주》- 녹음팀 1 역
- 2013년 《연애의 온도》- 고객 아저씨 역
- 2013년 《전국노래자랑》- 대리기사 1 역
- 2013년 《사이코메트리》- 형사 2 역
- 2012년 《바람과 함께 사라지다》 - 형조판서 역
- 2012년 《연착》(단편)
- 2012년 《나의 PS 파트너》- 노래방 취객 2 역
- 2011년 《마이 웨이》- 장내 아나운서 역
- 2010년 《김종욱 찾기》- 취객 김종욱 친구 역
- 2010년 《반가운 살인자》- 형사 1 역
- 2010년 《주문진》- 장훈 역
- 2009년 《트라이앵글》- 부하 1 역
- 2009년 《불꽃처럼 나비처럼》- 일본 일어 역관 역
- 2009년 《국가대표》- 일본 해설 역
- 2009년 《작전》- 증권사 남자 역
- 2008년 《울학교 이티》- 음악선생 역
- 2008년 《1724 기방난동사건》- 짝귀파 8 역
- 2008년 《마지막 선물》- 집달원 역
- 2007년 《펀치 레이디》- 포장마차 건달 역
- 2007년 《세븐 데이즈》- 은영 납치사건 담당 형사 3 역
- 2007년 《열세살, 수아》- 원조남 역
- 2006년 《흡혈형사 나도열》- 경마장 손님 역
- 2005년 《HAAN 한길수》- 와타나베 역
- 1993년 《18만 2천원짜리 맹구》
- 1993년 《소년 황비홍》
- 1992년 《심술도사와 닌자 꼴뚜기》
- 1992년 《이맹구의 천방지축 학당》
- 1992년 《3인의 초능력자 썬더 빅맨》
- 1992년 《우주경찰 휴먼 파워》
- 1992년 《맹구와 땅콩도사》
- 1992년 《장군의 아들 3》
- 1992년 《제로맨 맹구 박사》
- 1992년 《별당 형래와 여의주 작전》
- 1992년 《영구와 부시맨》
- 1991년 《차렷 동작그만》
- 1991년 《장군의 아들 2》
- 1990년 《흑기사 형래와 광대들》
- 1990년 《심형래의 괴도 루팡》
- 1990년 《뺀질이 행국이와 쫄병이의 쫄병 시절》
- 1990년 《황금탈 형래와 땡초 도사》
- 1990년 《사부님 사부님》
- 1990년 《전설의 용사 반달가면》- 왕팔이 역
- 1988년 《청춘 펀치》

### 드라마
- 2019년 OCN 《보이스 3》
- 2018년 tvN 《무법 변호사》
- 2018년 JTBC 《스케치》
- 2018년 SBS 《스위치 - 세상을 바꿔라》
- 2018년 tvN 《마더》
- 2017년 OCN 《블랙》
- 2017년 JTBC 《청춘시대 2》
- 2017년 KBS2 《추리의 여왕》
- 2016년 tvN 《기억》
- 2016년 KBS2 《아이가 다섯》
- 2016년 tvN 《시그널》
- 2015년 KBS2 《너를 기억해》 ... 민원 넣는 남자 역
- 2015년 MBC 《화정》
- 2014년 네이버 TV 《모모살롱》 ... 택배기사 역
- 2011년 MBC 《마이 프린세스》 ... 의사 역
- 2010년 kbs 《자유인 이회영》
- 2009년 KBS2 《결혼 못하는 남자》... 관련 건축사 역
- 2009년 SBS 《돌아온 일지매》... 사내 역
- 2008년 MBC 《사랑해, 울지마》... 감자탕집 주방장 역
- 2008년 SBS 《타짜》... 김 형사 역
- 2008년 SBS 《온에어》... 엄지원의 매니저 역